# Autocine mon amour
 Autocine Mon Amour es una película filmada en colores de Argentina dirigida por Fernando Siro según el guion de Luis Gayo Paz, Juan Carlos Mesa, Ángel Cortese y Carlos Alberto Cresté que se estrenó el 5 de octubre de 1972 y que tuvo como protagonistas a Luis Brandoni, Marta Bianchi, Ulises Dumont y Ricardo Bauleo.

## Sinopsis
Distintas situaciones erótico-románticas en un autocine.

## Reparto
Intervinieron en el filme los siguientes intérpretes:
- Luis Brandoni
- Marta Bianchi
- Ulises Dumont
- Ricardo Bauleo
- Gilda Lousek
- Maurice Jouvet
- Vicente Rubino
- Fernando Siro
- Nelly Beltrán
- María Cristina del Valle
- Claudio Levrino
- Oscar Viale
- Ovidio Fuentes
- Edgardo Cané
- Hugo Caprera
- Elena Cruz
- Ricardo de Ángelis
- Rodolfo Crespi
- Rolo Puente
- Esther Velázquez
- Ricardo Passano
- Mario Passano
- Susan Sharpe
- Ernesto Juliano
- Aída Rubin
- Raquel Adrover
- Hilda Bernard
- Carlos Lagrotta
- Amanda Podestá
- Horacio Dalli
- Ricardo Bouzas
- Luis Barrón

## Comentarios
La Prensa escribió:

”El director… ha adoptado definitivamente un lenguaje cinematográfico inteligente, sabe mover las cámaras con soltura y logra excelentes efectos, lo que hace más lamentable la paralela adopción de efectistas concesiones a un gusto no precisamente recomendable.”

C.J.R. en El Cronista Comercial dijo:

”Autos y un poco de cine… A diferencia de lo que suele brindar el cine argentino cuando emprende este camino… las tintas, en vez de estar sobrecargadas, muestran una ponderable moderación.”

Manrupe y Portela escriben:

”Emparchado de sketchs y actores para hacer uno de los títulos más flojos del cine estilo “Villa Cariño”.